# 中村寛治
中村 寛治（なかむら かんじ、1964年8月14日 - ）は、日本の経営者。株式会社ヒューマンセントリックス前代表取締役。HCフォース株式会社代表取締役。
外資系IT企業での営業を経て、2004年6月に株式会社ヒューマンセントリックスを起業。
「動画プレゼンテーション」という新しいビジネスモデルの可能性を見出す。2022年に芙蓉総合リース株式会社と株式会社ヒューマンセントリックスが資本提携を結び、1年半の社長委任契約満了後、2024年3月末で代表取締役退任。その後、同社相談役に就任。2024年4月にHCフォース株式会社を創立。

## 略歴
- 1964年 - 福岡県北九州市生まれ。
- 1983年 - 福岡県立小倉高等学校卒業。
- 1987年 - 佐賀大学卒業。
- 1990年 - サン・マイクロシステムズ株式会社入社[2]。
- 1995年 - サン・マイクロシステムズ株式会社退社[2]。
- 1996年 - 日本オラクル株式会社入社[2]。
- 2000年 - 日本オラクル株式会社沖縄支社立ち上げ　初代支社長に就任[2]。
- 2001年 - 日本オラクル株式会社西部支社長に就任[2]。
- 2004年 - 株式会社ヒューマンセントリックスを創立し、代表取締役に就任[2]。
- 2022年 - 芙蓉総合リース株式会社と株式会社ヒューマンセントリックスが資本提提携。[3]
- 2024年 - 1年半の社長委任契約満了後、HCフォース株式会社を創立

## 著書
- 「なぜか、心にヒットする本」[4]文芸社（2004年3月）

## 脚註
1. ↑  ヒューマンセントリックス　社長　中村寛治氏　『週刊BCN』 2011年08月29日　2013年1月26日閲覧
2. 1 2 3 4 5 6 7  ＜人に人脈あり＞75．魅力たっぷりの良き理解者　『週刊BCN』2010年7月26日　2013年1月26日閲覧　2017年2月13日時点のオリジナルよりアーカイブ
3. 1 2  “芙蓉リース、動画制作会社を買収 顧客の業務効率化”. 日本経済新聞 (2022年10月12日). 2025年1月20日閲覧。
4. ↑  「なぜか、心にヒットする本」